# EA-6 Prowler
EA-6B Prowler este un avion de atac electronic imbarcat care va fi înlocuit de EA-18G Growler. 
EA-6B Prowler este un avion imbarcat conceput special pentru războiul electronic. 
Furnizează o „umbrelă” de protecție pentru avioanele de asalt, trupele terestre, nave și aeronave cu un puternic bruiaj al radarelor, sistemelor de comunicați și chiar ochire inamice. 
Este un avion cu o mare rază de acțiune, pe orice vreme, dotat cu sisteme de contra măsuri electronice foarte performante. A fost testat în zbor prima dată în 1964. Este un bimotor cu echipaj format din 2 piloți. Două îmbunătățiri de ultima oră sunt adoptarea sistemelor ICAP III (Improved Capability III) din iunie 2003 și MIDS (Multifunctional Information Distribution System). Ambele sisteme sunt concepute pentru a contracara sistemele electronice de luptă moderne, multifuncționale. Omologarea ambelor sisteme, dar și a rachetelor modernizate s-a făcut la sfârșitul anului 2005. 